# Kreis Bischofswerda
Koordinaten: 51° 0′ N, 14° 0′ O
Der Kreis Bischofswerda war von 1952 bis 1990 eine Verwaltungseinheit im Bezirk Dresden der Deutschen Demokratischen Republik. Von 1990 bis 1994 war er als Landkreis Bischofswerda eine Verwaltungseinheit im Land Sachsen. Sein Gebiet liegt heute im Landkreis Bautzen. Der Sitz der Kreisverwaltung befand sich in Bischofswerda.

## Geografie

### Lage
Der Kreis Bischofswerda war einer der kleinsten Landkreise des Bezirks Dresden. Er lag etwa 20 km östlich der Bezirkshauptstadt Dresden im Westen der Oberlausitz.

### Nachbarkreise
Der Kreis Bischofswerda grenzte im Uhrzeigersinn im Süden beginnend an die Kreise Sebnitz, Dresden-Land, Kamenz und Bautzen. Im Südosten grenzte er an die Tschechoslowakei.

### Landschaft und Naturraum
Der Südosten des Kreisgebietes reichte in das Lausitzer Bergland hinein. Zwei langgestreckte, in westöstlicher Richtung verlaufende Höhenzüge rahmen das Tal der Wesenitz ein. Der Valtenberg an der Südgrenze des Landkreises ist mit 587 m die höchste Erhebung des Lausitzer Berglandes. Ein Aussichtsturm ermöglicht von hier aus einen weiten Blick besonders nach Osten in Richtung Schirgiswalde. Am Südosthang des Valtenberges entspringt die Wesenitz. Sie fließt zunächst in einem weiten Bogen um den Valtenberg herum, durchzieht das ehemalige Kreisgebiet nach Westen und biegt wenige Kilometer hinter der Stadt Bischofswerda in südliche Richtung um. Die Höhen des Lausitzer Berglandes sind überwiegend mit Fichtenwäldern bestanden, während die Täler von Siedlungen, Feldern, Wiesen und Weiden eingenommen werden. Bei Demitz-Thumitz lagen die größten Granitsteinbrüche der DDR. Granit wurde bereits seit Mitte des 19. Jahrhunderts hier abgebaut und bis nach Hamburg und Antwerpen geliefert. Im Westen und Norden des Lausitzer Berglandes geht die Landschaft ohne scharfe Grenze in die Westlausitzer Vorberge über. Vereinzelte bewaldete Bergrücken in Höhen um 350 bis 400 Meter lockern das Landschaftsbild des ansonsten landwirtschaftlich genutzten Gebietes auf.

## Geschichte
Der Kreis Bischofswerda entstand im Zuge der Kreisreformen in der DDR am 25. Juli 1952. Die Mehrzahl der Gemeinden kamen aus dem alten Landkreis Bautzen. Der Kreis wurde dem neugebildeten Bezirk Dresden zugeordnet. Kreissitz wurde die Stadt Bischofswerda. Folgende Kreise trugen mit ihren Gemeinden zur Kreisbildung bei:
- 20 Gemeinden aus dem alten Landkreis Bautzen:

Bischofswerda, Burkau, Demitz-Thumitz, Frankenthal, Geißmannsdorf, Goldbach, Großdrebnitz, Großharthau, Medewitz, Naundorf, Neukirch/L., Pohla, Putzkau, Rammenau, Ringenhain, Rothnaußlitz, Schmölln, Schönbrunn/L., Tröbigau und Weickersdorf;
- 2 Gemeinden aus dem alten Landkreis Dresden:

Kleinröhrsdorf und Leppersdorf;
- 6 Gemeinden aus dem alten Landkreis Kamenz:

Bretnig-Hauswalde, Großröhrsdorf, Kleindittmannsdorf, Lichtenberg, Ohorn und Pulsnitz;
- 4 Gemeinden aus dem alten Landkreis Pirna:

Bühlau, Lauterbach, Schmiedefeld und Seeligstadt.
Am 17. Mai 1990 wurde der Kreis in Landkreis Bischofswerda umbenannt. Nach der deutschen Einheit wurde der Kreis durch das Ländereinführungsgesetz dem Land Sachsen zugesprochen. Der Kreis Bischofswerda hatte bis Ende Juli 1994 Bestand, durch Gemeindegebietsänderungen sank die Anzahl der Gemeinden bis zu seiner Auflösung auf 18, dabei kam die Gemeinde Lauterbach zur Stadt Stolpen im Landkreis Sebnitz. Zur 1. Sächsischen Kreisgebietsreform wurden die verbliebenen Gemeinden auf die Landkreise Kamenz (6 Gemeinden) und Bautzen (12 Gemeinden) aufgeteilt.
Der Kreis Bischofswerda umfasste eine Fläche von 317 km². Die Einwohnerzahl betrug 75.900 im Jahr 1955 und 68.500 um 1986.
Durch Gemeindegebietsänderungen und Kreiswechsel sank die Anzahl der Gemeinden im Kreis von 1990 bis zu seiner Auflösung von 30 auf 18:
- 4. Dezember 1952 Umgliederung von Leppersdorf aus dem Kreis Bischofswerda in den Kreis Dresden
- 4. Dezember 1952 Umgliederung von Steinigtwolmsdorf und Weifa vom Kreis Bautzen in den Kreis Bischofswerda
- 4. Dezember 1952 Umgliederung von Großhänchen und Uhyst a. Taucher vom Kreis Kamenz in den Kreis Bischofswerda
- 1. Juli 1968 Eingliederung von Medewitz in Demitz-Thumitz
- 1. Juli 1969 Eingliederung von Kleindittmannsdorf in Lichtenberg
- 1. Mai 1973 Eingliederung von Großhänchen in Uhyst am Taucher
- 1. Januar 1974 Eingliederung von Geißmannsdorf in die Stadt Bischofswerda
- 1. Januar 1977 Eingliederung von Weickersdorf in Goldbach
- 1. März 1994 Eingliederung Kleinhänchen, Landkreis Kamenz in Burkau
- 1. Januar 1994 Eingliederung von Pohla und Rothnaußlitz in Demitz-Thumitz
- 1. Januar 1994 Eingliederung von Bühlau und Schmiedefeld in Großharthau
- 1. Januar 1994 Eingliederung von Lauterbach in die Stadt Stolpen (Landkreis Sebnitz)
- 1. Januar 1994 Eingliederung von Schönbrunn/Lausitz in die Stadt Bischofswerda
- 1. Januar 1994 Eingliederung von Uhyst am Taucher in Burkau
- 1. Januar 1994 Eingliederung von Naundorf nach Gaußig (Landkreis Bautzen)
- 1. März 1994 Eingliederung von Goldbach in Großdrebnitz
- 1. März 1994 Eingliederung von Seeligstadt in Großharthau
- 1. März 1994 Zusammenschluss von Putzkau, Schmölln/O. L., und Tröbigau zu Schmölln-Putzkau

## Wirtschaft und Verkehr
Entscheidend für die wirtschaftliche Entwicklung war die Lage der Stadt Bischofswerda an dem Fernhandelsweg zwischen Dresden und Bautzen. Bereits im 16. Jahrhundert war die Tuch- und Leinenweberei im gesamten Kreisgebiet verbreitet. Besonders in Großröhrsdorf entwickelte sich daraus die Band- und Gurtweberei. Die Textil- und Bekleidungsindustrie spielte eine übergeordnete Rolle. Ebenfalls auf eine lange Tradition ging die Lebkuchenherstellung (Pulsnitz) zurück.
Bedeutend waren ferner Möbel- und Kunststoffverarbeitungsindustrie in Großröhrsdorf sowie Papierindustrie, Eisengießerei und Kunsthandwerk (Töpferei, Blaudruck) in Pulsnitz. Die Blaudruckerei in Pulsnitz war als einzige derartige Produktionsstätte in der DDR technisches Denkmal. In Bischofswerda wurden Landmaschinen, Beleuchtungsglas, Glasveredlungs- und keramische Erzeugnisse hergestellt. Rinderzucht und Getreidebau waren die wichtigsten Produktionszweige der Landwirtschaft. Die Zahl der Beschäftigten in diesem Wirtschaftszweig war vergleichsweise hoch.
Eine besondere Sehenswürdigkeit des Landkreises war das Barockschloss Rammenau mit dem Fichte-Museum. Das Gebiet um Weifa im Südosten des Landkreises (bei Neukirch) stand wegen seiner zahlreichen Umgebindehäuser, in denen ehemals Handweberei betrieben wurde, unter Denkmalschutz.
Die F 6 folgte einem alten Handelsweg, die F 98 durchzog im Süden auf ca. 10 km den Kreis. Im Norden führte die Autobahn von Dresden nach Bautzen durch das Kreisgebiet. Ferner durchzog die Eisenbahnlinie von Dresden nach Görlitz über Bischofswerda den Kreis.

## Sprache
Teile des Kreises Bischofswerda gehörten zum Rand-, aber nicht Hauptsiedlungsgebiet der Sorben.
Im Großteil des ehemaligen Kreises, einschließlich der Kreisstadt selbst, wird Westlausitzer Mundart gesprochen, die im Südosten (vor allem in den heutigen Gemeinden Demitz-Thumitz, Schmölln-Putzkau, Neukirch/Lausitz und Steinigtwolmsdorf) in die Oberlausitzer Mundart übergeht.

## Bevölkerungsdaten der Städte und Gemeinden
Bevölkerungsübersicht aller 30 Gemeinden des Kreises, die 1990 in das wiedergegründete Land Sachsen kamen.
| AGS      | Gemeinde                | Einwohner  | Einwohner  | Fläche (ha) |
| AGS      | Gemeinde                | 03.10.1990 | 31.12.1990 | 31.12.1990  |
| 14015010 | Bischofswerda, Stadt    | 12.754     | 12.632     | 1.854       |
| 14015020 | Bretnig                 | 3.216      | 3.193      | 1.441       |
| 14015030 | Bühlau                  | 550        | 546        | 634         |
| 14015040 | Burkau                  | 1.915      | 1.917      | 1.331       |
| 14015050 | Demitz-Thumitz          | 2.625      | 2.599      | 965         |
| 14015060 | Frankenthal             | 1.135      | 1.125      | 943         |
| 14015080 | Goldbach                | 857        | 856        | 1.129       |
| 14015090 | Großdrebnitz            | 891        | 889        | 1.065       |
| 14015110 | Großharthau             | 1.511      | 1.511      | 777         |
| 14015120 | Großröhrsdorf, Stadt    | 6.898      | 6.894      | 1.911       |
| 14015140 | Kleinröhrsdorf          | 563        | 559        | 734         |
| 14015150 | Lauterbach              | 626        | 625        | 1.088       |
| 14015160 | Lichtenberg             | 1.806      | 1.785      | 1.475       |
| 14015180 | Naundorf                | 507        | 503        | 561         |
| 14015190 | Neukirch/Lausitz        | 6.294      | 6.291      | 2.132       |
| 14015200 | Ohorn                   | 2.485      | 2.474      | 1.182       |
| 14015210 | Pohla                   | 470        | 487        | 601         |
| 14015220 | Pulsnitz, Stadt         | 6.104      | 6.072      | 1.097       |
| 14015230 | Putzkau                 | 1.942      | 1.941      | 2.404       |
| 14015240 | Rammenau                | 1.452      | 1.446      | 1.076       |
| 14015250 | Ringenhain              | 914        | 923        | 346         |
| 14015260 | Rothnaußlitz            | 482        | 481        | 541         |
| 14015270 | Schmiedefeld            | 459        | 458        | 667         |
| 14015280 | Schmölln/O.L.           | 1.479      | 1.461      | 547         |
| 14015290 | Schönbrunn/Lausitz      | 457        | 460        | 580         |
| 14015300 | Seeligstadt             | 594        | 593        | 1.649       |
| 14015310 | Steinigtwolmsdorf       | 2.101      | 2.084      | 1.060       |
| 14015320 | Tröbigau                | 385        | 380        | 344         |
| 14015330 | Uhyst a. Taucher        | 753        | 741        | 1.117       |
| 14015350 | Weifa                   | 705        | 705        | 388         |
| 14015000 | Landkreis Bischofswerda | 62.930     | 62.631     | 31.641      |

## Kfz-Kennzeichen
Den Kraftfahrzeugen (mit Ausnahme der Motorräder) und Anhängern wurden von etwa 1974 bis Ende 1990 dreibuchstabige Unterscheidungszeichen, die mit den Buchstabenpaaren RC und YC begannen, zugewiesen. Die letzte für Motorräder genutzte Kennzeichenserie war YW 30-01 bis YW 60-00.
Anfang 1991 erhielt der Landkreis das Unterscheidungszeichen BIW. Es wurde bis zum 31. Juli 1994 ausgegeben. Seit dem 9. November 2012 ist es im Landkreis Bautzen erhältlich.

## Codes

### Postleitzahlen bis 1993
- 8500: Bischofswerda
- 8501: Bühlau, Goldbach, Großdrebnitz, Frankenthal, Lauterbach, Lichtenberg, Naundorf, Pohla, Rammenau, Ringenhain, Rothnaußlitz, Schmiedefeld, Schönbrunn, Seeligstadt, Tröbigau, Uhyst a.T., Weifa
- 8502: Burkau
- 8503: Demitz-Thumitz
- 8504: Großharthau
- 8505: Neukirch/Lausitz
- 8506: Ohorn
- 8507: Putzkau
- 8508: Schmölln/O.L.
- 8509: Steinigtwolmsdorf
- 8512: Großröhrsdorf
- 8513: Bretnig-Hauswalde
- 8514: Pulsnitz

### Postleitzahlen seit 1993
- 01877, 01896, 01900, 01904, 01906, 01909

### Telefonvorwahlen
- 035200: Seeligstadt
- 035930: Naundorf, Rothnaußlitz
- 03594: 0Bischofswerda, Demitz-Thumitz, Goldbach, Großdrebnitz, Putzkau, Rammenau, Schmölln/O.L., Schönbrunn, Tröbigau
- 035951: Neukirch/Lausitz, Ringenhain, Steinigtwolmsdorf, Weifa
- 035952: Bretnig-Hauswalde, Großröhrsdorf
- 035953: Burkau, Pohla, Uhyst a.T.
- 035954: Bühlau, Frankenthal, Großharthau, Schmiedefeld
- 035955: Lichtenberg, Ohorn, Pulsnitz
- 035973: Lauterbach